# Storia straordinaria di Peter Schlemihl
Storia straordinaria di Peter Schlemihl (in tedesco Peter Schlemihls wundersame Geschichte) è un romanzo del poeta e botanico tedesco Adelbert von Chamisso pubblicato nel 1814.

## Trama

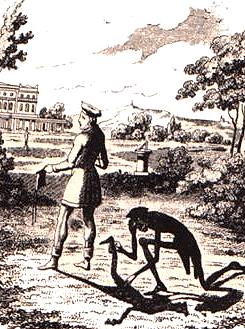
Peter Schlemihl in una stampa del 1827

Un giovane povero, Peter Schlemihl, giunto in una nuova città in cerca di lavoro si reca presso il signor Thomas John con una lettera di raccomandazione. Lì incontra uno strano uomo (che è in realtà il demonio) che, deciso ad acquistare la sua ombra, gli offre in cambio una borsa magica, dalla quale è possibile estrarre all'infinito monete d'oro. Egli rimane inizialmente stupito dall'offerta, ma alla proposta delle monete d'oro accetta lo scambio.
Da quel momento iniziano le sue difficoltà: le persone rimangono stupite e spaventate da quest'uomo a cui manca l'ombra, e lo rifiutano in quanto è diverso e strano.
Neanche l'oro riesce a consolare la sua solitudine e ad eliminare le difficoltà, che lo costringono a scappare dalla città in cui era giunto. Lì viene accolto come un benefattore grazie all'aiuto del suo fidato servitore Bendel, e viene ricoperto di tutti gli onori.
Egli rimarrà tuttavia deluso e infelice a causa dell'impossibilità di sposare la donna che ama, Mina, a causa della resistenza dei suoi genitori, quando scoprono che il loro promesso genero non ha un'ombra.
Peter decide allora di fuggire dal mondo civile, gettando via la borsa di denaro, causa dei suoi problemi, e donando le ricchezze rimastegli al fedele Bendel. Viene raggiunto dall'uomo con la giacca grigia, che è in realtà un demonio, che gli propone di barattare la sua ombra in cambio dell'anima; Peter tuttavia rifiuta questa proposta.
Il suo viaggio continua, ma le scarpe gli si rovinano ed è costretto a comprare un nuovo paio di stivali: con stupore si accorge di aver acquistato gli stivali delle sette leghe (ripresi dalla tradizione fiabesca). Con questi egli viaggia per il mondo, scopre che Bendel e Mina con i suoi soldi hanno costruito un ospizio per i poveri in suo nome, e ritrova la serenità, se non la felicità, negli studi di scienze naturali.

## La finzione narrativa
Adalbert von Chamisso nella prefazione dell'edizione originale pubblica tre lettere, da una corrispondenza con alcuni amici, il cui contenuto è in realtà inventato, e in cui compare anche il personaggio del libro, Peter Schlemihl, come se fosse reale.

## Simbologia
Nella forma di un suggestivo racconto romantico Chamisso ha voluto adombrare la sua condizione di esule dalla Francia, e l'esperienza di chi si sente estraneo e isolato fra gli uomini.

## Edizioni
- Storia meravigliosa di Peter Schlemihl, introduzione di Thomas Mann, tradotto da Lia Giugni Favia, illustrazioni di Emil Preetorius, Universale, n. 3, Milano, Sonzogno, 1974, SBN LO10311944.
- Storia meravigliosa di Peter Schlemihl, illustrazioni di Emil Preetorius, Fiabesca, n. 6, 3ª ed., Roma, Stampa Alternativa, 1997, ISBN 88-7226-354-9.
- Storia straordinaria di Peter Schlemihl e altri scritti sul doppio e sul male, introduzione di Enrico De Angelis, tradotto e referenziato da Laura Bocci, 5ª ed., Milano, Garzanti, 2002  [1995], ISBN 88-11-36476-0.
- Storia meravigliosa di Peter Schlemihl, introduzione e note di Giulio Schiavoni, traduzione di Giuliana Pozzo, illustrazioni di Emil Preetorius, Milano, Bur Rizzoli, 2003 ottava ed., ISBN 88-17-12461-3.
- Gabriella Onofri (a cura di), Storia meravigliosa di Peter Schlemihl, Laboratorio di lettura, Viterbo, Edizioni Tagete, 2007, ISBN 978-88-89905-05-0.
- L'uomo senza ombra. La storia straordinaria di Peter Schlemihl, traduzione di Bruno Chibot, Pezzan di Carbonera (Treviso), Morganti Editori, 2008, ISBN 978-88-95916-02-6.
- (DE) Peter Schlemihls wundersame Geschichte, con 25 illustrazioni di Franziska Walther, Mannheim, Kunstanstifter Verlag, 2011, ISBN 978-3-942795-00-5.[1]